# Okres Iława
Okres Iława (polsky Powiat iławski) je okres v polském Varmijsko-mazurském vojvodství. Rozlohu má 1385 km² a v roce 2019 zde žilo 92 879 obyvatel. Sídlem správy okresu je město Iława.

## Gminy
Městské:
- Iława
- Lubawa

Městsko-vesnické:
- Kisielice
- Susz
- Zalewo

Vesnické:
- Iława
- Lubawa

## Města
- Iława
- Lubawa
- Kisielice
- Susz
- Zalewo

## Sousední okresy
| Růžice kompasu | Sztum     | Elbląg                | Ostróda   | Růžice kompasu |
| Růžice kompasu | Kwidzyn   | Sever                 | Ostróda   | Růžice kompasu |
| Růžice kompasu | Kwidzyn   | Okres Iława           | Ostróda   | Růžice kompasu |
| Růžice kompasu | Kwidzyn   | Jih                   | Ostróda   | Růžice kompasu |
| Růžice kompasu | Grudziądz | Nowe Miasto Lubawskie | Działdowo | Růžice kompasu |